# Kirill Kolesnichenko
Kirill Aleksandrovich Kolesnichenko (tiếng Nga: Кирилл Александрович Колесниченко; sinh ngày 31 tháng 1 năm 2000) là một cầu thủ bóng đá người Nga. Anh thi đấu cho FC Chertanovo Moskva.

## Sự nghiệp câu lạc bộ
Anh có màn ra mắt tại Giải bóng đá chuyên nghiệp quốc gia Nga cho FC Chertanovo Moskva vào ngày 30 tháng 5 năm 2016 trong trận đấu với F.K. Lokomotiv Liski.